# Вебер, Манфред
Ма́нфред Ве́бер (нем. Manfred Weber; род. 14 июля 1972, Роттенбург-ан-дер-Лабер) — немецкий политик, лидер Европейской народной партии в Европейском парламенте с 2014 года. С мая 2022 года стал председателем ЕНП, крупнейшей транснациональной партии Европейского союза. 
Член баварского Христианско-социального союза.

## Биография
В 2002—2004 был депутатом ландтага Баварии.
В 2003—2007 председатель баварского отделения Молодёжного союза Германии.
С 2004 года член Европейского парламента от Германии.
Избран ведущим кандидатом Европейской народной партии на выборах 2019 года в Европарламент.